# Brezovo Polje Selo
Brezovo Polje Selo – wieś w Bośni i Hercegowinie, w dystrykcie Brczko. W 2013 roku liczyła 251 mieszkańców, z czego większość stanowili Serbowie.